# Alexis III Loir
Pour les articles homonymes, voir Loir.
Alexis Loir, dit Alexis III Loir, est un peintre et sculpteur français, né à Paris en 1712, et mort dans la même ville en 1785.

## Biographie
Issu d'une célèbre famille d'orfèvres parisiens depuis le XVe siècle de la paroisse de Saint-Jacques-la-Boucherie, Alexis Loir est le fils de l'orfèvre  Nicolas Loir et le frère cadet de Marianne Loir (1705-1783), également artiste peintre, et de Jean-Baptiste Loir (1716), marchand orfèvre. Il est l'oncle du peintre et graveur Alexis Loir (le Romain).
Reçu à l'Académie royale de peinture et de sculpture de Paris le 30 avril 1746, il ne présentera son œuvre de réception que beaucoup plus tard. À la place du portrait au pastel que l'Académie lui avait demandé, elle acceptera la sculpture en terre cuite de Marsyas renversé et un buste de Charles André van Loo en 1746.
Il voyage en Angleterre en 1753 et en Russie de 1763 à 1769. De retour en France, il s'installe en 1772 dans le Béarn. En 1775, le roi Louis XVI lui octroie une bourse de 225 livres,.
Il sera reçu officiellement avec son morceau de réception le 27 février 1779, un portrait de Clément-Louis-Marie-Anne Belle (1722-1806). Il est nommé conseiller à l'Académie royale de Paris en 1783.

## Œuvres dans les collections publiques
- Paris, musée du Louvre :
  - Étude pour le portrait de Clément Belle, dessin mis au carreau, fusain, papier rehaut de blanc; dimensions : 36,2 × 32 cm[3] ;
  - Portrait de Clément Belle, peintre, assis presqu'en pied, 1779, pastel, 94 × 74 cm[4] ;
  - Marsyas renversé, 1746, terre cuite, 61,8 × 52,2 × 49,5 cm[5] ;
- Pau, musée des beaux-arts :
  - Autoportrait, 1772, pastel, 36 × 28 cm ;
  - Portrait du marquis de Candau, 1772, pastel, 54 × 43 cm[6] ;
  - La Présidente Bayard, née Marie-Victoire Caroline de Duplaa.
- Rennes, musée des beaux-arts : Projet d'allégorie, plume et encre brune, lavis gris avec rehauts de blanc, traces de pierre noire[7] ;

## Estampes
- Messire Charles Gérin (1661-1746) docteur de Sorbonne, ancien curé de Sainte-Croix de la Cité, 1746, peint et gravé par Alexis Loir, le Romain, neveu d'Alexis III Loir, manière noire, 32,9 × 23,2 cm ;
- L'Adoration des Rois mages, vers 1700, d'après Jean Jouvenet, gravure sur cuivre, 58,8 × 42,5 cm ;
- Jean-Marie Leclair l'aîné (1697-1764), 1741, musicien, compositeur, maître de ballet de la Chambre du roi, estampe d'Alexis III Loir et Jean Charles François (1717-1769), 30,7 × 22 cm.

## Salons et expositions
- Salon de 1746 ;
- Salon de 1747 : Mr Loir tenant une lettre, pastel ;
- Salon de 1748 : Mlle de Billy ; Mme de Julienne, pastels ;
- Salon de 1759 : Deux têtes d'enfants, pastel ;
- Salon de 1779 : Portrait de Clément Belle, pastel ;
- Salon de 1785 : Jean de Jullienne, buste ;
- 1891 : exposition au musée de Pau ;
- 1979 : Londres, Heim Gallery, Vestales sacrifiées.